# Heinrich Georg von Mirbach

Stammwappen derer von Mirbach

Heinrich Georg von Mirbach (* 1. Januar 1674 ?; † 15. April 1736 in Sahrzen, Kurland) war im Herzogtum Kurland und Semgallen Oberhauptmann, Kanzler und Landhofmeister und war Mitglied des Oberrates im Herzogtum. Er stammte aus dem deutsch-kurländischen Adelsgeschlecht von Mirbach.

## Leben
Heinrich Georg von Mirbach war 1710 und von 1713 bis 1717 stellvertretender Hauptmann in Windau (heute in Lettland) und 1712 bis 1718 Hauptmann in Grobin (heute in Lettland). Von 1728 bis 1729 war er als Oberhauptmann von Goldingen (heute Lettland) Mitglied des Oberrats im Herzogtum Kurland und Semgallen. Er wurde im Jahre 1729 zum herzoglichen Kanzler ernannt und ab 1731 bekleidete er das Amt des Landhofmeisters in Mitau (heute in Lettland).

## Familie und Nachkommen
Seine Eltern waren der in polnischen Diensten stehende Regimentsquartiermeister Gerhard Eberhard von Mirbach (um 1640–1700), Herr auf Sillen und dessen Ehefrau Anna Sophia geb. von Franck (1647–1717). Er hatte vier Schwestern und einen weiteren Bruder. Heinrich Georg heiratete Louise Charlotta von Brackel aus dem Hause Kuckschen, sie war eine Schwester des  Kanzlers (1727–1729) und Landhofmeisters (1729–1731) Casimir Christoph von Brackel. Ihre Nachkommen waren:
- Friedrich von Mirbach (1705–1774), Herr auf Sahrzen, Wedringen, Pedwahlen und Abellen. Er war ab 1746 Hauptmann in Kandau (heute in Lettland), 1763 sowie 1768 Oberhauptmann in Selburg und kurländischer Landesdelegierter in Warschau, er war mit Benigna Charlotta von den Brincken († 1777) verheiratet[1][2] und hatte zwei Söhne:
  - Carl Heinrich von Mirbach (1741–1800) verheiratet mit Charlotte Wilhelmine Gräfin Tottleben († 1766).
  - Eberhard Christoph von Mirbach (1743–1819) war 1773 Deputierter der Kurländischen  Ritterschaft in Warschau.
- Anna Margarethe von Mirbach (1709–1745), sie war in 1. Ehe mit Otto Friedrich von Franck und in 2. Ehe mit Carl Friedrich von Mirbach verheiratet
- Eberhard von Mirbach (1710–1769) war polnischer und kursächsischer Staatsminister und Geheimer Rat,  er  leitete als Bevollmächtigter des Prinzen Karl von Sachsen 1758 die Verhandlungen mit der kurländischen  Ritterschaft. Später führte er die Opposition gegen Herzog Karl an, weil dieser eine Wahlkapitulation[3] verweigerte.
- Elisabeth Dorothea von Mirbach (1712–1779), war mit Otto Christopher von der Howen (1699–1775) dem späteren Kanzler und Landhofmeister verheiratet.